# Clarivate Analytics
Clarivate Analytics es una empresa que posee y opera una colección de servicios enfocados principalmente al análisis de datos, incluyendo la investigación científica y académica de Google Analytics para patentes, patrones regulatorios, protección de marcas comerciales, inteligencia farmacéutica y de biotecnología, protección de marcas de dominio y gestión de propiedad intelectual. Los servicios de análisis de Clarivate Analytics se indexan a su vez en Web of Science, Cortellis, Derwent Innovation, Derwent World Patents Index, CompuMark, MarkMonitor, Techstreet, Publons, EndNote, Kopernio y ScholarOne.

## Historia
Clarivate Analytics fue en un principio la división de propiedad intelectual y ciencia de la compañía Thomson Reuters. En 2016, Thomson Reuters firmó un acuerdo de 3 550 millones de dólares, por el cual se convirtió en una empresa independiente, que vendieron a su vez a las empresas de capital riesgo Onex Corporation y Baring Private Equity Asia.
Clarivate Analytics publica una lista anual de "Investigadores altamente citados". En consonancia, la lista "reconoce investigadores de corte mundial seleccionados por su trabajo excepcional en investigación, demostrado por la producción de varios artículos altamente citados que se clasifican en el top 1% de citaciones por campo y año en la Web of Science".  Los investigadores son seleccionados por sus trabajos en uno o más de los 21 campos seleccionados, campos conocidos como Clarivate Analytics Essential Science Indicators o ESI. 
En mayo de 2018, Clarivate Analytics lanzó el índice de citas en árabe en todo el mundo.
En 13 de mayo de 2019, la Clarivate se fundió con Churchill Capital. El CEO de Churchill, Jerre Stead (anteriormente presidente y CEO de la IHS Markit) se hizo presidente ejecutivo de Clarivate.